# Акутни висински оток мозга
Акутни висински оток мозга или акутни висински едем мозга, (лат. оedema cerebri acuta), (енгл. High-altitude cerebral edema (HACE)), јесте секундарни поремећај волумена ткива услед абнормалне акумулације течности и натријума у можданом ткиву, као „крајња фаза“ у развоју висинске болести и карактерише се променама у менталном статусу и/или атаксијом.

## Историја
Акутни висински оток мозга први описао од стране лекара једног стационар у Чилеу 1913, али је неозбиљно схваћен. Знатно касније, са интензивним развојем саобраћаја (пре свега авио-саобраћај), када је сви више људи имало приступе високим планинама, попут оних у Хималајима, почело се са пријављивањем све већег броја људи са акутни висински едем мозга.
Мађу ранијим описима симптома акутног висинског едем мозга, био је онај из 1969, након што је група индијских војника начинила оштар успон на скоро 6.000 метара (20.000 стопа). Међутим није дефинитивно утврђено да ли су они имали акутни висински едем мозга или акутни оболих декомпресионе болести.
Тек након увођења у дијагностику магнетне резонантне томографије проучени су ефекти великих висина на мозак, и омогућени најбоље доказе о постојању тог стања. Тако је једна студија (1998) спроведена применом магнетне резонантне томографије код девет алпиниста са суспектним акутним висинским едемом мозга јасно доказала присуство вазогеног едема у мозгу.
Историјски подаци о акутном висинском отоку мозга у многим деловима света недостају зато што се она углавном јавља у забаченим подручјима, далеко од болнице и генерално је ретка. Зато да би проучавали ову болест лекари често могу да буду и сами жртве болести.
Такође кроз историју медицине до сада нису примењивани анимални модели за изучавање акутног висинског едема мозга.
Тренутно се ради на испитивању неколико гена који могу да имају улогу акутном висинском едему мозга.

## Етиологија
Са повећањем надморска висине, тело је приморано да одговори на различите начине променама у окружењу. Пре свега ова промена је изазвана смањеном могућношћу добијања кисеоник из атмосфере. Ако адаптивни одговори на овај стрес нису адекватни функционалне способности система у телу могу драматично опасти. Ако делују продужено (хронично) резултати могу бити озбиљни, па чак и фатални. Заједничка карактеристика промена спољне средине са повећаном надморска висином је смањена концентрација кисеоник у ваздуху. Са порастом висине снижава се и атмосферски притисак, и самим тим смањује се и расположива количина кисеоника у ваздуху потребна за нормално дисање.,
За обављање функција мозак захтева велике количине енергије, која је депонована у облику аденозинтрифосфата а добија се оксидацијом гликозе механизмима који су заједнички за све биолошке ћелије. Да би мозак нормално функционисао он је зависан од гликозе и кисеоника који путем крви доспевају у мозак. Метаболизам гликозе је исти као и у другим ткивима али је у много већој зависности од кисеоника, од других ткива. Да су потребе мозга за кисеоником велике, види се из чињенице да иако он чини само 2% од укупне тежине тела, одрасла особа користи око 25% кисеоника из крви…
 …Мозак троши на јединицу своје тежине пет пута више кисеоника него срчани мишић, а чак 20 пута више него скелетни мишић. Овако велика количина кисеоника је неопходна због оксидативног метаболизма угљених хидрата, који се ни за кратко време не може заменити анаеробним метаболизмом.
Мождана хипоксија је стање у коме постоји смањена концентрација кисеоника у мозгу, иако у његовој циркулацији постоји адекватан проток крви и довољна количина гликозе. У таквим условима због велике зависности мозга од кисеоника сваки његов недостатак изазван хипоксичном (хипобаричном) хипоксијом (недостатак кисеоника у артеријској крви) изазива поремећаје у његовим функцијама, све до развоја симптома болести укључујући и едем мозга.
| Висина ()                       | 2.438         | 3.050         | 3.660         | 4.270         |
| Неаклиматизовани                | 94% (90%-97%) | 91% (85%-96%) | 85% (75%-93%) | 81% (72%-93%) |
| Аклиматизовани (након 7-9 дана) | 94% (91%-98%) | 92% (88%-97%) | 91% (86%-97%) | 89% (81%-95%) |

Генерализована хипоксична хипоксија јавља се код здравих особа након успона на високу надморску висину. Када након успона изнад 2.500 метара, хипоксија у својој терминалној фази доведе до потпуног одсуства кисеоника у мозгу настаје поремећај под називом аноксија. У овом стању метаболизам ћелија мозга је озбиљно поремећен и он умире за неколико минута. Мождане ћелије су изузетно осетљиви на недостатак кисеоника и њихово умирање може да настане у року од четири до пет минута.

## Епидемиологија
Не постоје поуздани подаци о томе колико особа оболева од акутног висинског едема мозга, зато што велики број људи који борави на екстремним висинама потиче из земаља у којима не постоји развијена медицинска служба, па се углавном у бројним студијама користе само подаци из високо развијених земаља на западу.
Симптоми акутног висинског едема мозга су често заједнички са симптомима других поремећаја изазваних висином, што може отежати диференцијалну дијагнозу и епидемиолошко праћење болести. У Хималајима често борави велика група ходочасника из сиромашнијих делова Непала и Индије који су због недовољне здравствене просвећености, често жртве акутног висинског едема мозга, чији број није познат.
Према неким студијама процењује се да око 1-2% оних који се пење на висину изнад 4.500 метара оболева од акутног висинског едема мозга Ово је само процена али је тачан број жртава акутног висинског едема мозга и даље непознат.
Студије о висинској болести показују да је акутни висински едем мозга знатно чешћи на великим висинама (изнад 3.500 метара), мада постоје документовани случајеви и на висинама до 2.100 метара.
Акутни висински едем мозга се најчешће јавља код особа које нису имале довољно времена да се прилагоде новој висини или је успон обављен током релативно кратког времена. Путници који лете на дестинацијама које су на великој надморској висини, као што су Ласа, Тибет (3.810 метара) или Ла Паза, Боливији (4.000 метара, 25-35% случајева испољава симптоме висинске болести. Код оних који слећу на висину изнад 4.000 метара, 25-50% случајева испољава симптоме висинске болести. Процењује се да је код особа које слећу ваздухопловом изнад 4.000 метара инциденца акутног висинског едема мозга је око 1%, а код особа са симптомима висинске болести 1-3%.
Људи који дужи временски период бораве или стално живе на великим надморским висинама ретко оболевају од акутног висинског едема мозга. То донекле објашњавају нека истраживања, која појаву акутног висинског едема мозга повезују са генетичким промена, које се могу уочити код становника који живе на великим висинама. Ова хипотеза се не може применити код свих особа јер међу њима има и појединаца који не поседују отпорност на акутни висински едем мозга, што је у складу са природном селекцијом. Такве особе, са едемом мозга, често завршавају свој живот смртним исходом, без обзира што цео живот проводе на висини..
Постоје и студије које тврде да жене чешће пате од акутног висинског едема мозга од мушкараца, али и нешто мањи број студија које тврде другачије. Зашто су жене у већем ризику од мушкараца није разјашњено, и претпоставља се да је то вероватно условљено хормоналним разликама, али и трудноћом (па се трудницама до порођаја не препоручује бораве на већим висинама од 2.500 метара).
Када су у питању едем мозга код деце такође недостају квалитетне студије, јер су деца врло ретко присутна на великим висинама. Обично је боравак деце на висини безбедан, али се и њихова тела тешко прилагођавају на низак ниво кисеоника (хипоксију) па чешће обољевају од висинске болести. Међутим највећа опасност код деце постоји због њихове немогућности да препознају и опишу симптоме висинском болести. Зато родитељи морају пажљиво пратити евентуалну појаву симптома висинске болести код деце која бораве на великим висинама.
Не постоји ни довољан број студија које могу поуздано навести податке о утицају хроничних болести,(високог крвног притиска, срчаних и плућних болести, гојазности, итд), за које се верује да изазивају повећани ризик од развоја акутног висинског едема мозга.
Многобројна истраживања са великом сигурношћу доказују да је акутни висински едем мозга у непосредној вези са висинском болешћу и сматрају га најекстремнијом компликација висинске болести.
Акутни висински едем мозга се понекад јавља заједно са акутним висинским едемом плућа. Око 10-15% оних са акутним висинским едемом плућа, имају акутни висински едем мозга.. Код неколико случајева оболелих од акутног висинског едема плућа обдукција је показала да, је акутни висински едем мозга узрок смрти, а не акутни висински едем плућа.

## Патофизиологија
Акутни висински едем мозга, је секундарна последица абнормалног накупљања течности и натријума у можданом ткиву. Мозак има специфичну склоност према едему, а поред тога (за разлику од других органа нпр. трбуха и грудног коша) налази се у лобањској шупљини, која му ограничава ширење и чија величина шупљине прелази обим мозга, само за 5%. Због тога едематозни мозак, ремети мождану циркулацију, притиском о чврсте структуре и повећава унутармождани притисак што још више погоршава неуролошки дефиците, примарно изазване накупљања течности у можданом ткиву.
Појава течности у можданом ткиву (едем), последица је хипоксијом нарушеног стања крвних судова мозга. Ендотелне ћелије капилара мозга постају пропустљивије за макромолекуле, што за собом повлачи и истицање састојака серума у ванћелијске просторе. Са настанком едема настаје и „акутна енергетска криза“, као и поремећај размена јона калијума и натријума, што захтева још већу потребу за енергијом како би се одржала јонска хомеостаза, а то води и губитку могућности нормализације функција можданих ћелија и настанку иреверзибилних промена.
Најновија, а и нека ранија истраживања објављена 2004. и 2009. све више потврђују улогу слободних радикала и оксидативног стреса, који настају у хипоксији да могу имати утицај на развој симптома висинске болести и њених компликација, независно од пропустљивости ћелијске мембране и капилара. У току хипоксије са 12,9% кисеоника (нормално 20,9%), установљена је појава разлике, између југуларних артерија и вена (на излазу из мождане циркулације), концентрације из липида -изведених алкоксил-алкил слободних радикала и липидних хидропероксида који су у корелацији са повећањем симтома висинске болести (нпр. пораст интензитета главобоље). Насупрот томе, хипоксија не мења мождану размену S100β и глобални мождани оксидативни метаболизам (мождани метаболизам кисеоника) чији интегритет је сачуван у неуронима (нормооксија). Ови налази указују на то да мождана хипоксија стимулише нитративни оксидативни стрес, који има шире импликације и код других клиничких облика болести, које се карактеришу хипоксијом. Ово може доказати постојање фактор ризика за појаву висинске болести, који су независни од крвно-мождане баријере и можданих функције оксидативног метаболизма.
Уколико се правовременим лечењем не заустави овај процес, он брзо еволуира у тешке неуролошке испаде, појаву коме и мождану смрт.

## Клиничка слика
Већина симптома акутног висинског едема мозга, су неуролошке манифестације прогресивног можданог едема, а рани знаци и симптоми често личе на висинску болест и укључују; тешку главобољу, мучнину, повраћање и изражен облик умора.
Ови симптоми нису обавезно присутни, међутим трункална атаксија и промене у менталном статусу су главна разлика између раних знакова акутног висинског едема мозга, и висинске болести (за коју се не може поуздано рећи да је узрочник атаксије). Трункална атаксија (подрхтавање горњег дела тела, поготово при ходу) је прилично осетљив знак у развоју акутног висинског едема мозга. Како мождани едем напредује, развија се атаксични ход поред трункалне атаксије.
Ране менталне промене се карактеришу појавом конфузног стања, дезоријентацијом, поспаношћу и поремећајем памћења. Цијаноза усана и опште бледило коже су такође најчешће присутни, рани поремећаји акутног висинског едема мозга.
Ако рани знаци и симптоми акутног висинског едема мозга, нису препознати или се неадекватно лече могу се развити следећи жаришни или генерализовани неуролошки поремећаји;
- поремећај вида
- анестезија, парестезија, укоченост, хемипареза,
- клонулост,
- појава патолошких рефлекса,
- хиперрефлексија,
- дисфункција бешике и црева,
- халуцинације,
- конвулзије и
- кома

## Дијагноза
Едем папиле очног живца може бити присутан код око 50% болесника са акутним висинским едемом мозга, што значи да није универзални знак болести.
Лумбалном пункцијом кичмене мождане открива се повишен притисак течности
Акутним висински едем мозга се може најбоље доказати применом компјутеризоване томографије (ЦТ) и магнетном резонантном томографијом (МР),
Нажалост, лумбална пункција и софистицирана снимања мозга су ретко доступна на великим висинама, па се дијагностика најчешће заснива на правилном уочавању знакова и симптома прогресивног церебралног едема, након неколико дана до недеља од почетка успона. Посебна пажња обраћа се оболелима са првим знацима висинске болести, и симптомима атаксије и нарушеног психичког стања јер у даљем току висинска болест може да прогредира у тежак облик едема мозга са смртним исходом.

## Диференцијална дијагноза
Обухвата следеће поремећаје;
- Мождани удар,
- Пролазни исхемијски напад (ТИА),
- Инфекције,
- Мигрена и главобоље друге етиологије
- Повреде главе,
- Хипотермија,
- Болести зависности,
- Психозе
- Тешка мождана хипоксија као последица акутног висинског едема плућа.

## Терапија
Правовремена и правилна терапија акутног висинског едема мозга је најбитнији предуслов за успешно излечење и треба да обухвати следеће мере;
Силазак на нижу надморску висину
Спуштање на нижу надморску висину треба започети што пре и по могућству, на висину од 300 метара (што је најпоузданији начин лечења и брзог клиничког побољшања болести). Мада и спуштање на висине мање 2.500 метара може дати задовољавајуће резултате.
Лечење у барокомори
У ситуацијама, када не постоје услови за силазак на нижу висину, може се применити лечење у преносној хипербаричној комори (хипербаричној врећи), у којој оболели треба да проведе најмање шест сати под повишеним притиском.
Комора се надувава атмосферским ваздухом, специјалном пумпом до притиска који је већи од амбијенталног за 105-220 . Ваздух у хипербаричној врећи се може обогатити додавањем свежег ваздуха, али и кисеоником, а угљен-диоксид уклања апсорбером (сода-лајм или натрон-креч), што додатно повећава учинак терапије. Коришћењем ниског протока кисеоника у овим врећама штеди се количине драгоцених залиха кисеоника (које су најчешће ограничене транспортом) на планини.
Примена кисеоника
Удисање 100% кисеоника је неопходно, посебно у условима немогућности евакуације на нижу надморску висину. Најчешће се спроводи преко кисеоничке маске или носне каниле са протоком од 2-6 1/min. Код тежих облика болести коју прати акутни висински едема плућа, примењује се и асистирано дисање са позитивним притиском, употребом амбу-балона, или у изузетним хитним стањима, и применом методе вештачког дисања уста на уста, што додатно може повећати садржај кисеоника у артеријској крви.
- Део опреме која се користи у терапији кисеоником на висини
- Кисеоничка маска
- Кисеонички комплет који се најчешће користи за лечење висинске болести
- Амбу балон са маском

Примена лекова
- Дексаметазон

Дексазон се примењује у дози од 4 до 8 mg,(8-16 mg дневно), у почетку применом 4 mg сваких шест сати перорално или убризгавањем у вену или мишић.
- Диуретици

Средства за измокравање примењују се у виду таблетираних диуретика или осмотских диуретика као што су манитол, уреје и глицерол
Остала терапија
Код коматозних болесника, примењује се додатна терапија која обухвата интубацију и катетеризацију мокраћне бешике.
Како акутни висински едем мозга често прати акутни висински едем плућа, лечење едема мозга треба комбиновати са терапијом акутног висинског едема плућа.

## Прогноза
Висински едем мозга, може бити фаталан уколико се не лечи брзо и адекватно. Ако је лечење спроведено рано уз примену адекватне терапије болест се обично решава без каснијих нежељених последица.
Неки неуролошких дефицити, као што је атаксија, могу трајати до недељу дана након санација промена у менталном статусу и других клиничких манифестација. Дугорочни неуролошки дефицити су код неких болесника приметни чак и када се он опорави од тешког облика акутног висинског едема мозга.
Иако није потпуно клинички испитан у профилактичке сврхе може се користити ацетазоламиде за превенцију акутног висинског едема мозга.
Такође и ако се појединци у потпуности опораве од акутног висинског едема мозга, постоји висока стопа рецидива током наредних покушаја успона на велике висине. Особе код којих се поново јави акутни висински едем мозга, са профилаксом или без ње, треба сматрати као ризичне за излагање висини јер је њихов телесни профил неповољан за боравак на планини.

## Превенција
Количина протеина у течности изливеној у едему мозга је висока, али механизам одговоран за њихову продукцију је недовољно истражен и непознат. Он реагује не резерве третмана кисеоником, и начелно се не развија у особа које се постепено попну на висину, избегавају високо излагање физичком исцрпљивању првих неколико дана и спроводе још неколико у даљем тексту наведених мера.
Неаклиматизоване особе за време успона на велику висину морају се придржавати следећих мера превенције;
- Једнодневна путовања и спавања на висинама изнад 2.750 метара, ако је то могуће треба избегавати. Пре успона на ову и већу висину потребно је најмање једну ноћ провести на висини од 2.000-2.500 метара у циљу постепене аклиматизације на новонастале услове.
- Препоручује се забрана употребе алкохола и других депресора централног нервног система (таблета за спавање, дроге итд), а ко напитак користи се вода у што већим количинама, због пратеће дехидрације
- Ако се директно путује и спава на висини преко 2.750 метара, може се превентивно користити ацетазоламид.
- Ацетазоламиде је ефикасан и код појаве висинске болести (која најчешће претходи акутни висински едем мозга)
- Успон на екстремне висине захтева период постепене аклиматизације на висину
- Особе са већ постојећим кардиоваскуларним или болестима плућа, мозга итд. требају обавити лекарски преглед пре него што путују на велику висину.
- Особе код којих се појаве следећи поремећаји треба да затраже помоћ лекара и одмах се спусте на нижу висину, по могућству испод 1.500 метара и на тај начин спрече појаву акутног висинског едема мозга;

- Симптоми висинске болести који су тешки или непрекидно трају дуже од 2 дана
- Прогресивни недостатак даха (диспнеја) праћен пенушавим испљувком, кашљем и умором
- Атаксија праћена променом психичког стања.